# ナイトフォール
ナイトフォール (Nightfall)は、ギリシャのゴシックメタル/メロディックデスメタルバンド。1991年から活動するベテランバンドで2006年に一度解散するが、2010年に再結成した。

## 略歴
1991年に、エフトヒミス・カラディマス (Vo、B、Key)、クリスティアン・アダモウ (G)、マイク・ガリアトソス (G)、コスタス・サヴィディス (Ds)の4名で結成。同年にはデモテープ『Vanity』をリリース。同デモでは、ソティリスがドラマーとして参加した。フランスのホーリー・レコードと契約し、1992年に1stアルバム『Parade Into Centuries』をリリースしデビューする。この頃にはギリシャでツアーを行ったパラダイス・ロストのサポート・アクトとしてライヴに出演したこともある。1993年には、キーボーディストのジョージ・アスピオティス (Key)が加入する。同年には2ndアルバム『Macabre Sunsets』をリリースする。1995年に3rdアルバム『Athenian Echoes』もリリース。フィンランドのTico-Tico Studioでアーシ・コーテライネンとレコーディングを行い、1997年に4thアルバム『Lesbian Show』をリリース。同アルバムはアヴァロン・レーベルから日本盤がリリースされた。同アルバムにはクリスティアン・アダモウ、ジョージ・アスピオティスは参加せず、ジム・アゲロポウロス (G)が参加した。その後、クリスティアン・アダモウ、コスタス・サヴィディス、ジョージ・アスピオティスが脱退。エフトヒミス・カラディマスがボーカル専任となり、フィル・アントン (G)、フォティス・アナグノストウ (B)、マーク・クロス (Ds)が加入する。1999年には5thアルバム『Diva Futura』をリリース。その後、マイク・ガリアトソス とマーク・クロスが脱退。ボブ・カティオニス (G)、ジョージ・コリアス (Ds)が加入。2002年に、フィル・アントン、フォティス・アナグノストウが脱退し、ジョージ・ボコス (G)が加入。ベースは再びエフトヒミス・カラディマスが兼任することになった。ギリシャのブラック・ロータス・レコードに移籍し、2003年に6thアルバム『I am Jesus』をリリース。コスタス・キリアコポウロス (B)が加入し、2004年に7thアルバム『Lyssa - Rural Gods and Astonishing Punishments』をリリース。2005年にジョージ・コリアスが脱退し、スタシス・カシオス (Key)が加入するも、2006年に解散した。
2010年になって、エフトヒミス・カラディマス (Vo)、スタシス・カシオス (Key)、エヴァン・ヘンズレー (G)、ニコス・パパドポウロス (B)、ヨルグ・ウケン (Ds)の5名で再結成。メタル・ブレイド・レコーズと契約し、8thアルバム『Astron Black and the Thirty Tyrants』をリリース。2011年には、スタシス・ラディス (B)、元ナイトレイジ、現ディセンディングのコンスタンティン (G)が加入した。
2020年にフランスのシーズン・オブ・ミストと契約。また、中心人物のカラディマス以外のメンバーは総入れ替えとなっており、元メンバーのマイク・ガリアトソス (G)とコスタス・キリアコポウロス (G)が復帰し、元ナイトレイジのフォティス・ベナルド (Ds)が加入している。不在のベーシストについては、カラディマスが再度兼任することとなった。2021年に、女性ベーシストのヴァシリキ・ビザが加入した。

## メンバー

### 現メンバー
- エフトヒミス・カラディマス (Efthimis Karadimas) - ボーカル

現在在籍する唯一の結成メンバーであり中心メンバー。結成時はボーカルに加えて、ベース、キーボードを兼任していた。その後、他メンバーの加入等で、兼任する楽器が変遷した。一時期はギターを兼任していた時期もある。再結成後は、ボーカル専任であったが、2020年のメンバー変更以降はボーカルに加えてベースを兼任している。
- マイク・ガリアトソス (Mike Galiatsos) - ギター

1990年代に在籍していたが脱退。2020年に復帰した。
- コスタス・キリアコポウロス (Kostas Kyriakopoulos) - ギター

2000年代中ごろにベーシストとして在籍。2020年にギタリストとして復帰した。
- ヴァシリキ・ビザ (Vasiliki Biza) - ベース
- フォティス・ベナルド (Fotis Benardo) - ドラムス

ナイトレイジ、ネクロマンティアなどでも活動。

### 旧メンバー
- バビス・スティロス (Babis Stilos) - ギター
- クリスティアン・アダモウ (Christian Adamou) - ギター
- ジム・アゲロポウロス (Jim Agelopoulos) - ギター
- フィル・アントン (Phil Anton) - ギター
- ボブ・カティオニス (Bob Katsionis) - ギター

ファイヤーウィンドなどでも活動。
- ジョージ・ボコス (George Bokos) - ギター
- エヴァン・ヘンズレー (Evan Hensley) - ギター

アメリカ合衆国出身。
- コンスタンティン (Constantine) - ギター

ナイトレイジ、ディセンディング、ミスティック・プロフェシーでも活動。
- マーク・マクナイト (Marc McKnight) - ベース
- フォティス・アナグノストウ (Fotis Anagnostou) - ベース
- ニコス・パパドポウロス (Nikos Papadopoulos) - ベース
- スタシス・ラディス (Stathis Ridis) - ベース

ヴァレット・パーンでも活動。
- ジョージ・アスピオティス (George Aspiotis) - キーボード
- スタシス・カシオス (Stathis Cassios) - キーボード

システム・ショック、Karmic Linkでも活動。
- コスタス・サヴィディス (Costas Savidis) - ドラムス
- ソティリス (Sotiris) - ドラムス
- マーク・クロス (Mark Cross) - ドラムス

タンク、アット・ヴァンス、ファイヤーウィンドなどでも活動。
- ジョージ・コリアス (George Kollias) - ドラムス

ナイル、システム・ショックでも活動。
- ヨルグ・ウケン (Jörg Uken) - ドラムス

ドイツ出身。マンドレイク、ノクタ、ランブル・ミリティアでも活動。

## ディスコグラフィ

### アルバム
- 1992年 Parade Into Centuries
- 1993年 Macabre Sunsets
- 1995年 Athenian Echoes
- 1997年 レズビアン・ショウ Lesbian Show
- 1999年 ディヴァ・フューテュラ Diva Futura
- 2003年 I am Jesus
- 2004年 Lyssa - Rural Gods and Astonishing Punishments
- 2010年 Astron Black and the Thirty Tyrants

### シングル・EP
- 1993年 Oh Black Queen, Oh You're Mine (EP)
- 1995年 Eons Aura (EP)
- 1999年 Electronegative (EP)
- 1999年 Anthems of the Night (EP)
- 2003年 I Am Jesus (Single)

### コンピレーション
- 2009年 Nightfall (Best Of)

### デモ
- 1991年 Vanity